# زيتو (تيبت)
زيتو (بالإنجليزية: Zito, Tibet)‏ هي منطقة سكنية تقع في الصين في أزمة التبت والصين. يقدر عدد سكانها بـ
- نسمة .